# Fernwanderweg Donnersberg–Donon
Der Fernwanderweg Donnersberg–Donon verläuft mit dem Wegzeichen Roter Balken von Rheinland-Pfalz bis ins Elsass.

## Gesellschaft
Der in Deutschland befindliche Streckenteil wird vom Pfälzerwald-Verein betreut.

## Streckenverlauf
Der Weg beginnt in Bad Kreuznach und führt über einen größeren Bogen via Norheim über die Nahe und von dort nach Bad Münster am Stein-Ebernburg. Danach tritt er in das Nordpfälzer Bergland ein und durchquert Oberhausen an der Appel. Danach führt er längere Zeit durch unbesiedeltes Gebiet, ehe er den Weiler Bastenhaus erreicht; von dort aus geht es über den Gipfel des Donnersberg und den Mordkammerhof nach Winnweiler.
Über die Leithöfe und Potzbach erreicht der Weg den Pfälzerwald und durchquert zunächst den Teilbereich Otterberger Wald, ehe er Kaiserslautern erreicht. Über den Aschbacherhof, Trippstadt den Oberhammer sowie Hahnenkopf, Hahnenberg, Behängtköpfel, Leimen, Kippkopf  und Schloßberg samt Ruine Gräfenstein passiert er den mittleren Pfälzerwald. Südlich von Merzalben tritt er in das Wieslautertal ein, passiert den Wieslauterhof, ehe er in Hinterweidenthal in den Wasgau eintritt. Danach werden der Handschuh-Kopf, die Ruine Neudahn, Dahn, Reichenbach und Bruchweiler-Bärenbach  durchquert; dort verlässt der Weg das Wieslautertal und führt weiter über Rumbach, den Beißenberg sowie den Schlossberg.
Anschließend überschreitet er beim Kaiser-Wilhelm-Stein die Grenze zwischen Deutschland und Frankreich und führt über die Vogesen – dabei unter anderem über den Scherhol – bis auf den Gipfel des Donon; auf französischer Seite ist er als GR 53 ausgewiesen.